# Jemieck
Jemieck (ros. Емецк) – wieś (sieło) w Rosji, w obwodzie archangielskim, w rejonie chołmogorskom. W 2021 liczyła 859 mieszkańców.

## Urodzeni
- Nikołaj Rubcow - rosyjski poeta.